# ماريا إسبينوزا (رياضية)
ماريا ديل روساريو إسبينوزا (بالإسبانية: María del Rosario Espinoza) هي مقاتلة تايكواندو مكسيكية ولدت في يوم 27 نوفمبر 1987 في قرية لا بريخا في ولاية سينالوا في المكسيك، إختصت بوزن ال67 كغم وأبرز إنجازاتها هو فوزها بالميدالية الذهبية في دورة الألعاب الأولمبية الصيفية 2008 في بكين كما فازت بالميدالية البرونزية في دورة الألعاب الأولمبية الصيفية 2012 في لندن وبالميدالية الفضية في دورة الألعاب الأولمبية الصيفية 2016 في ريو دي جانيرو، كما فازت بالميدالية الذهبية في بطولة العالم لسنة 2007 في بكين، تعتبر إسبينوزا من أفضل الرياضيات الأولمبيات في المكسيك بعد تمكنها من الفوز بثلاث ميداليات أولمبية في 3 دورات مختلفة.

## روابط خارجية
- ماريا إسبينوزا على موقع TaekwondoData.com (الإنجليزية)
- ماريا إسبينوزا على موقع أوليمبيديا (الإنجليزية)